# 国栖
国栖（くず、くにす）とは大和国吉野郡、常陸国茨城郡に居住したといわれる先住民である。国巣、国樔とも書く。

## 概要

### 大和国
『古事記』神武天皇の段には、国神イワオシワクノコを「吉野国巣之祖」とする。また『日本書紀』応神天皇 19年の条によれば、応神天皇が吉野宮へ行幸したときに国樔人が来朝し、醴酒（こざけ）を献じて歌を歌ったと伝える。同条では人となり淳朴で山の菓やカエルを食べたという。交通不便で古来から外部との接触が稀であったため古俗を残し、大和朝廷から珍しがられた。その後、国栖は何度も来朝しては栗･年魚（あゆ）などの産物を御贄（みにえ）に貢進し風俗歌を奉仕したようで、『延喜式』では宮廷の諸節会や大嘗祭において吉野国栖が御贄を献じ歌笛を奏することが例とされている。

### 常陸国
『常陸国風土記』には同国の国巣は「つちくも」「やつかはぎ」とも称したとある。
「―、名は寸津毘古(きつひこ)、寸津毘売(きつひめ)」〈常陸風土記〉
とある。

## クズ（植物）との関連
クズの根やそこから抽出されたデンプンの収穫と販売は国栖と関連付けられており、「クズ」の名前の由来は「国栖」であろうといわれている。

## 末裔
末裔には坊官として聖護院に仕えた世古雷がいる。

## 参考
国栖（くず）とは